# 国际微生物学会联合会
国际微生物学会联合会（英語：International Union of Microbiological Societies，缩写为IUMS），原名国际微生物学会（International Society of Microbiology），是世界各国微生物学会组成的学术组织。